# TSD09型柴油动车组
TSD09型柴油动车组是由中国中车集团唐山机车车辆厂研制的动力分散摆式柴油动车组，于2003年研制成功，采用康明斯柴油机、福伊特液力传动箱、德国ESW公司倾摆系统，设计最高运行速度为160公里/小时。列车原计划交付广东三茂铁路股份有限公司使用，但由于中国铁道部政策原因因而未获批准。

## 发展历史

### 背景
为了研究利用摆式列车在中国既有铁路上实施客运提速的可能性，并配合广深城际列车的“小编组、高密度、高速度”的公交化营运模式，中华人民共和国铁道部、广深铁路股份有限公司于1998年起向Adtranz公司租用一列X2000摆式高速列车，并于1998年8月投入广深铁路运营。X2000列车在广深线的运营状况很好，并带来非常可观的经济效益。在傅志寰任中国铁道部部长时期，除了通过既有线路改造、机车车辆革新等提高旅客列车运行速度，同时也主张开发研制摆式列车。1999年，中国铁道部立项批准了中国第一列摆式列车的研制开发工作，由大连机车车辆厂、南京浦镇车辆厂、唐山机车车辆厂等机构和企业合作研制“普天号”动力集中式摆式柴油动车组。
三茂铁路股份有限公司是中国广东省一家地方合资铁路公司，主要营运广三铁路、三茂铁路，营业正线里程全长369公里。广深铁路的成功经验和“普天号”摆式列车的研制在当时引起了中国国内铁路系统的集体关注，三茂铁路公司也不例外。当时三茂铁路的列车最高运行速度为120公里/小时，三茂铁路公司也难以承担线路提速改造的成本，铁路提速只能另辟蹊径。如果采用摆式列车按全线时速120公里/小时运行，广州至茂名的旅行时间将可减少至3小时30分钟，比原来缩短约2小时。三茂铁路公司没有像广深铁路公司般的充足财力，从国外购买摆式列车是不可能的，因此选择了与唐山机车车辆厂合作。

### 研制
2001年6月，三茂铁路公司董事会审议通过购置柴油动车组项目，随后立即上报给广东省发改委，并立即获批准项目立项。2002年2月，三茂铁路公司与唐山机车车辆厂签订了《开发内燃摆式动车组合作意向书》；随后几经铁道部科技司调研批准，三茂铁路公司遂与唐山机车车辆厂签订了购车商业合同，订购两列5节编组的摆式列车，计划于2003年底交车，总价值为9880万元人民币。按照合同要求，三茂铁路公司预付了4000万元的预付款。摆式列车的整个研发、制造、签订商业订单的过程都在铁道部的授意下进行。
2002年3月，铁道部科技司在三水主持召开了三茂铁路开行摆式动车组技术可行性研讨会，对摆式列车的技术可行性予以了肯定。2002年5月，铁道部科技司印发了《三茂铁路开行内燃摆式列车可行性研讨会会议纪要》，表明“采用动力分散的摆式动车组方案基本适合三茂铁路线路状况”。获得铁道部认可后，三茂铁路公司与唐山机车车辆厂签订了《摆式动车组设计任务建议书》，一个月后又签订《关于开发内燃摆式动车组的意向书》。2003年1月，双方正式签署了购车合同。列车由唐山机车车辆厂、西南交通大学、 北京交通大学等单位合作研制。
按原定计划这两列动车组会在2003年底交付三茂铁路公司投入使用，并制定了相应的运行方案，主要目标为商务及旅游客流。三茂铁路公司计划每天开行早、中、晚3对广州至茂名东的快速列车，使用两组列车套跑，最快运行时间为3小时30分钟，最高运行速度为120公里/小时（三水至腰古站间可按最高130公里/小时运行），列车在茂名东站进行检修。三茂铁路公司曾为购买摆式列车做过详细的财务测算，当时按其自有资金投入3000万元人民币，其他6880万元来自银行贷款来测算，只要该线路列车上座率达到60.4%就可以达到收支平衡，投资回报期可以小于8年。

### 转折
然而在2003年3月，刘志军接替傅志寰出任铁道部部长后，中国铁路发展政策发生重大改变，这两组摆式列车的前途也变得暗淡。2003年初，三茂铁路公司向铁道部提交了调图计划以及摆式动车组的开行方案，但一直得不到铁道部的开行方案批复。2003年底，两组列车如期落成，三茂铁路公司却无法按约提货。2004年5月至6月，列车完成厂内调试后，被送往中国铁道科学研究院北京环形铁道试验基地进行了安全评估和综合性能试验。此后，两组列车长年被封存于唐山机车车辆厂内，一直不获批准上线运营。关于弃用摆式列车的原因，铁路部门从未在公开场合进行过说明解释。但业内人士认为，刘志军上任后提出并实施铁路“跨越式发展”，大举兴建高速铁路客运专线，以摆式列车作为铁路既有线提速的方向与刘志军提倡的发展方针政策并不吻合，这是摆式列车被弃用的重要原因。
而两组摆式柴油动车组的弃用，也为三茂铁路公司和唐山机车车辆厂双方带来不少损失。唐山机车车辆厂当初对摆式列车投入的研发成本超过5000万元人民币，再加上近1亿元的制造成本，这笔资金的每年利息成本就达700万元；此外，为了维持列车的出厂状态，唐山机车车辆厂每年都需要花费至少几十万元为列车进行维护。

## 技术特点

### 总体结构
TSD09型柴油动车组的标准编组形式为4节全动车车厢编组（Mc+2M+Mc），由2节设有司机室的动车车厢和2节中间动车车厢组成；三茂铁路公司订购的列车采用了5节“四动一拖”车厢编组（Mc+M+T+M+Mc），在标准编组中增加一节无动力的中间拖车车厢。列车采用动力分散式布置，柴油动车组的动力系统、制动系统、油箱、水箱等设备全部置于车体底部；司机可在两端任一司机室对全列车进行操纵。车体结构与“普天号”摆式列车车厢相同，采用无中粱整体承载薄壁筒形结构的鼓型车体，各车厢之间采用密接式车钩连接，车厢侧门均采用电控气动塞拉门，车头采用流线型设计的焊接结构，车体下部两侧并设有裙板。
每组列车设有4节二等座车和1节一等、二等座合造车，其中一等座为“2+1”座席布置，采用航空式可倾斜座椅，前方椅背并设有小电视屏幕；二等座为“2+2”座席布置；此外在一等、二等座合造车内还设有2个商务包间。

### 动力系统
该列车为动力分散的液力传动柴油动车组，柴油机输出的扭矩通过万向轴、液力传动箱、车轴齿轮箱传递到车轴，驱动列车运行。每辆动车车厢装用一台美国康明斯公司的QSK-19R型卧式柴油机，该型柴油机被广泛运用于欧洲多种柴油动车组，为6气缸、四冲程、废气涡轮增压、直列式高速柴油机，气缸直径159毫米，活塞行程159毫米；装车功率为559千瓦，额定转速为每分钟2100转，并符合欧盟第二阶段废气排放标准（EU II）。传动装置选用了德国福伊特公司制造的T311r型液力传动箱，内装一个液力变扭器和一个液力耦合器，采用自动换档、气动换向的结构，设计最大输入功率为530千瓦。

### 倾摆系统
列车的倾摆系统参考了德国铁路的611、612型柴油动车组，同样采用了德国ESW公司（原属AEG公司）的“Neicontrol-E”机电式主动倾摆控制系统，而非传统的液压式倾摆装置。倾摆驱动装置安装在转向架内，倾摆调节由一个交流电动机驱动，该系统使用设置于头车上的加速度传感器、车速传感器、陀螺仪收集数据，经过微电脑计算后将倾摆指令传送给机电作动器，控制系统通过RS-422总线构成通信网络，使列车在通过曲线时能够实现灵活倾摆，最大倾斜角为±8°。

### 转向架
TSD09型柴油动车组的转向架可分为动车转向架和拖车转向架两种，型号均为TW-160B，两者除了驱动装置和制动装置的差别之外，其余部分均采用了相同结构，其中动车转向架只有一根车轴为动轴，动轴比从轴减少一块制动盘并加装了车轴齿轮箱。列车采用径向转向架以降低轮轨之间的作用力，径向机构采用强迫导向，轮对位置可以随曲线半径和转向架构架转角而变化。转向架采用“H”形低合金钢焊接结构构架，一系悬挂采用轴箱弹簧；二系悬挂采用空气弹簧，车体和转向架之间并设有抗蛇行油压减振器。基础制动装置采用轴盘制动，每轴装有两块制动盘。

### 列车编组
| 车辆外观 |                                                             |                                   |              |                                   |                                                             |
| 车厢号   | 1                                                           | 2                                 | 3            | 4                                 | 5                                                           |
| 车型     | 一等/二等座车                                               | 二等座车                          | 二等座车     | 二等座车                          | 二等座车                                                    |
| 动力分布 | 〇● 〇〇                                                    | 〇● 〇〇                          | 〇〇 〇〇    | 〇〇 ●〇                          | 〇〇 ●〇                                                    |
| 轴式     | 1A-2                                                        | 1A-2                              | 2-2          | 2-A1                              | 2-A1                                                        |
| 动力配置 | 动车（Mc）                                                  | 动车（M）                         | 拖车（T）    | 动车（M）                         | 动车（Mc）                                                  |
| 技术设备 | 司机室 柴油机及液力传动装置 倾摆传感器及计算机 倾摆作动系统 | 柴油机及液力传动装置 倾摆作动系统 | 倾摆作动系统 | 柴油机及液力传动装置 倾摆作动系统 | 司机室 柴油机及液力传动装置 倾摆传感器及计算机 倾摆作动系统 |
| 转向架   | TW-160B                                                     | TW-160B                           | TW-160B      | TW-160B                           | TW-160B                                                     |
| 客室设备 | 商务包间、播音室、厕所                                      | 厕所                              | 厕所         | 小卖部、厕所                      | 厕所                                                        |
| 定员     | 21+31                                                       | 80                                | 80           | 64                                | 62                                                          |